# Fabio Quetglas
Fabio José Quetglas (Buenos Aires, Argentina; 6 de mayo de 1965) es un político argentino del partido Unión Cívica Radical. Es Diputado de la Nación Argentina por la Provincia de Buenos Aires desde 2021.

## Biografía
Quetglas se egresó de abogado en la Universidad de Buenos Aires en 1988.
Quetglas es Magister en Gestión de Ciudades de la Universidad de Barcelona y en Desarrollo Local (Universidad de Bologna). Además, es director de la Maestría en Ciudades de la Universidad de Buenos Aires (UBA) y de la Maestría en Desarrollo Territorial de la Universidad Tecnológica Nacional (UTN).
Militante de la Unión Cívica Radical, fue electo Diputado de la Nación Argentina por la Provincia de Buenos Aires en las Elecciones legislativas de 2017, en la lista Cambiemos. Fue reelecto en 2021 en la lista Juntos por el Cambio.

## Historial electoral
|  | 42,15 % |

|  | 39,77 % |

## Vida personal
Viene de una familia de inmigrantes árabes. Es casado, y junto a su esposa María Verónica Vassel tienen dos hijos.